# Miss Universo 2001

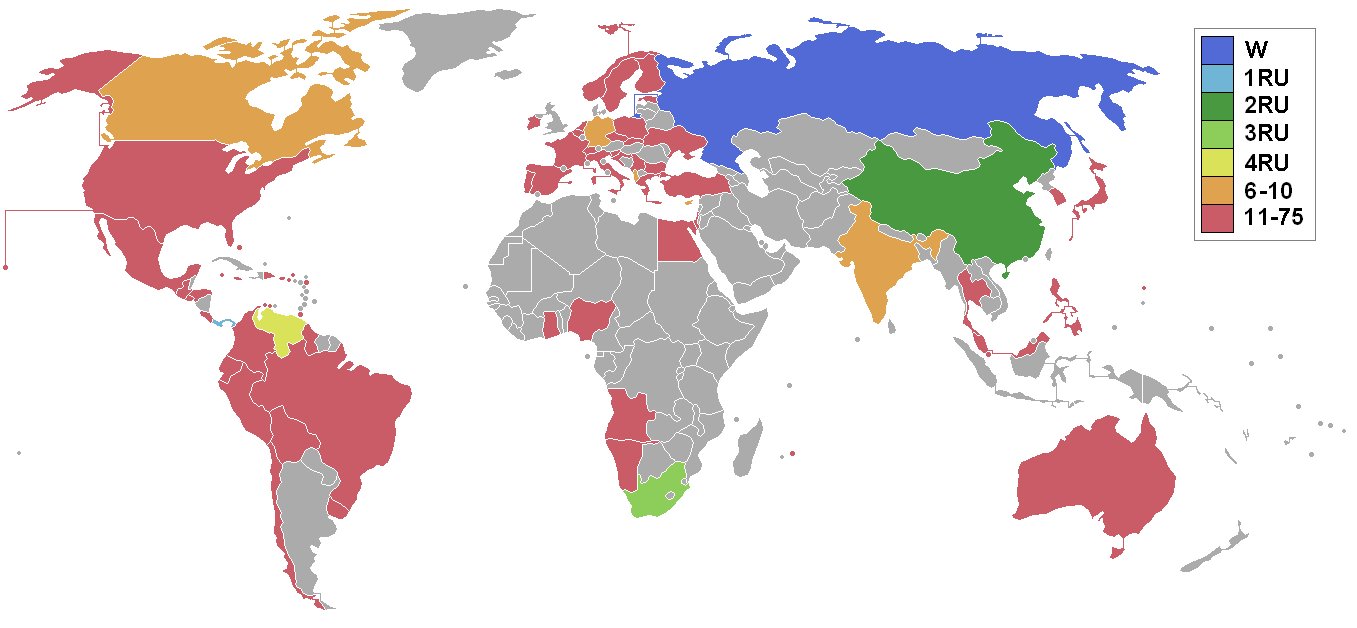
Miss Universo 2002. Le nazioni partecipanti ed i risultati.

Miss Universo 2001, cinquantesima edizione di Miss Universo, si è tenuta presso il Coliseo Rubén Rodríguez di Bayamón, a Porto Rico l'11 maggio 2001. L'evento è stato presentato da Elle MacPherson, Naomi Campbell, Todd Newton e Brook Lee, mentre gli ospiti della serata sono stati Ricky Martin e La Ley. Denise Quiñones, Miss Porto Rico, è stata incoronata Miss Universo 2001 dalla detentrice del titolo uscente, l'indiana Lara Dutta.

## Risultati

### Piazzamenti
| Risultato finale   | Concorrente |
| ------------------ | --- |
| Miss Universo 2001 | - Porto Rico - Denise Quiñones                                                                                                 |
| 2ª classificata    | - Grecia - Evelina Papantoniou                                                                                                 |
| 3ª classificata    | - Stati Uniti - Kandace Krueger                                                                                                |
| 4ª classificata    | - Venezuela - Eva Ekvall |
| 5ª classificata    | - India - Celina Jaitley |
| Top 10             | - Francia - Élodie Gossuin - Israele - Ilanit Levy - Nigeria - Agbani Darego - Russia - Oksana Kalandyrets - Spagna - Eva Sisó |

### Punteggi alle sfilate finali
Vincitrice
     2ª classificata
     3ª classificata
     4ª classificata
     5ª classificata
     Semifinalista Top 10
(#) Posizione in ogni turno della gara
| Nazione     | Costume da bagno | Abito da sera | Media      |
| ----------- | ---------------- | ------------- | ---------- |
| Porto Rico  | 9.617 (1)        | 9.742 (1)     | 9.679 (1)  |
| Grecia      | 9.450 (2)        | 9.667 (2)     | 9.558 (2)  |
| Stati Uniti | 9.375 (3)        | 9.450 (4)     | 9.413 (3)  |
| Venezuela   | 9.233 (5)        | 9.525 (3)     | 9.379 (4)  |
| India       | 9.283 (4)        | 9.350 (6)     | 9.317 (5)  |
| Spagna      | 9.167 (6)        | 9.417 (5)     | 9.292 (6)  |
| Nigeria     | 9.100 (7)        | 9.333 (7)     | 9.217 (7)  |
| Israele     | 9.033 (9)        | 9.267 (8)     | 9.150 (8)  |
| Russia      | 9.008 (10)       | 9.142 (9)     | 9.075 (9)  |
| Francia     | 9.100 (7)        | 8.992 (10)    | 9.046 (10) |

### Riconoscimenti speciali
| Riconoscimento                | Concorrente                                                                                 |
| ----------------------------- | ------------------------------------------------------------------------------------------- |
| Best National Costume         | - Corea del Sud - Kim Sa-rang - Filippine - Zorayda Ruth Andam - Honduras - Olenka Fuschich |
| Miss Congeniality             | - Bahamas - Nakera Simms                                                                    |
| Miss Photogenic               | - Porto Rico - Denise Quiñones                                                              |
| Bluepoint Best in Swimsuit    | - Porto Rico - Denise Quiñones                                                              |
| Clairol Herbal Essences Style | - Porto Rico - Denise Quiñones                                                              |

## Giudici della trasmissione televisiva
Le seguenti celebrità hanno fatto da giudici durante la serata finale:
- Mini Andén – Modella.
- Kel Gleason – Concorrente di Survivor.
- Marc Bouwer – Stilista.
- Veronica Webb – Modella.
- Richard Johnson – Giornalista del New York Post.
- Dayanara Torres – Miss Universo 1993.
- Tyson Beckford – Modello.
- Marc Anthony – Cantante.

## Concorrenti
- Angola - Hidianeth Cussema
- Antigua e Barbuda - Janil Bird
- Argentina - Romina Incicco
- Aruba - Denise Balinge
- Bahamas - Nakera Simms
- Belgio - Dina Tersago
- Bolivia - Claudia Arano
- Botswana - Mataila Sikwane
- Brasile - Juliana Borges
- Bulgaria - Ivaila Bakalova
- Canada - Cristina Remond
- Cile - Carolina Gámez
- Cipro - Stella Demetriou
- Colombia - Andrea María Noceti
- Corea del Sud - Kim Sa-rang
- Costa Rica - Paola Calderon Hutt
- Croazia - Maja Cecić-Vidoš
- Curaçao - Fatima St. Jago
- Ecuador - Jessica Bermudez
- Egitto - Sarah Shaheen
- El Salvador - Grace Marie Zabaneh
- Estonia - Inna Roos
- Filippine - Zorayda Ruth Andam
- Finlandia - Heidi Willman
- Francia - Élodie Gossuin
- Germania - Claudia Bechstein
- Ghana - Precious Agyare
- Giamaica - Zahra Burton
- Giappone - Misao Arauchi
- Grecia - Evelina Papantoniou
- Guatemala - Rosa María Castañeda
- Honduras - Olenka Fuschich
- India - Celina Jaitley
- Irlanda - Lesley Turner
- Isole Cayman - Jacqueline Bush
- Isole Marianne Settentrionali - Janet King
- Isole Vergini Americane - Lisa Hasseba Wynne
- Isole Vergini britanniche - Kacy Frett
- Israele - Ilanit Levy
- Italia - Stefania Maria
- Jugoslavia - Ana Janković
- Libano - Sandra Rizk
- Malaysia - Tung Mei Chin
- Malta - Rosalie Thewma
- Messico - Jacqueline Bracamontes
- Nicaragua - Ligia Argüello
- Nigeria - Agbani Darego
- Norvegia - Linda Marshall
- Nuova Zelanda - Kateao Nehua
- Paesi Bassi - Reshma Roopram
- Panama - Ivette Cordovez Usuga
- Paraguay - Rosmary Brítez
- Perù - Viviana Rivasplata
- Polonia - Monika Gruda
- Porto Rico - Denise Quiñones
- Portogallo - Telma Santos
- Rep. Ceca - Petra Kocarova
- Repubblica Dominicana - Claudia Cruz de los Santos
- Russia - Oksana Kalandyrets
- Singapore - Jaime Teo
- Slovacchia - Zuzana Basturova
- Slovenia - Minka Alagič
- Spagna - Eva Sisó
- Stati Uniti - Kandace Krueger
- Sudafrica - Jo-Ann Strauss
- Svezia - Malin Olsson
- Svizzera - Mahara McKay
- Taiwan - Hsin Ting Chiang
- Thailandia - Warinthorn Padungvithee
- Trinidad e Tobago - Alexia Charlerie
- Turchia - Sedef Avcı
- Turks e Caicos - Shereen Novie Gardiner
- Ucraina - Yuliya Linova
- Ungheria - Agnes Helbert
- Uruguay - Carla Piaggio
- Venezuela - Eva Ekvall
- Zimbabwe - Tsungai Muskwakwenda

## Trasmissioni internazionali
Alcuni canali televisivi al di fuori degli Stati Uniti d'America, come la NBC o Telemundo hanno trasmesso l'evento dal vivo nei rispettivi territori.
- Albania: RTV21
- Australia: Seven Network
- Austria: TW1
- Argentina: América 2
- Bahamas: ZNS-TV
- Belgio: Star!
- Bermuda: ZBM-TV
- Birmania: TV Myanmar
- Bolivia: Unitel
- Bulgaria: BNT 1
- Canada: CBC Television
- Cina: CCTV-1
- Cipro: Cyprus Broadcasting Corporation
- Colombia: Caracol TV
- Corea del Sud: KBS1
- Costa Rica: Teletica
- Danimarca: Star! Scandinavia e Showtime Scandinavia
- Ecuador: Gama TV
- Egitto: MBC4
- El Salvador: TCS
- Emirati Arabi Uniti: MBC4
- Estonia: Star! e Viasat Baltics
- Filippine: RPN 9
- Finlandia: MTV3, Star! Scandinavia e Showtime Scandinavia
- Francia: Paris Première
- Germania: Das Vierte
- Giamaica: Ination TV
- Giappone: NHK
- Grecia: ANT1
- Honduras: Canal 11
- Hong Kong: TVB Pearl
- India: DD National
- Indonesia: Indosiar (ID)
- Irlanda: RTÉ One
- Islanda: Star! Scandinavia e Showtime Scandinavia
- Israele: Arutz 2
- Italia: Stream
- Lettonia: Star! e Viasat Baltics
- Libano: LBC and MBC4
- Malaysia: TV1
- Malta: TVM
- Messico: Televisa
- Namibia: NBC
- Nicaragua: Televicentro
- Norvegia: TV2
- Paesi Bassi: Star!
- Panama: Telemetro
- Perù: ATV e
- Polonia: TVP2
- Porto Rico: WAPA-TV
- Portogallo: RTP1
- Regno Unito: BBC One
- Rep. Dominicana: Color Vision
- Romania: TVR1
- Russia: C1R (RU)
- Serbia: RTS
- Singapore: Television Corporation of Singapore
- Spagna: TVE1
- Stati Uniti: CBS
- Svezia: Star! Scandinavia e Showtime Scandinavia
- Svizzera: SF 1
- Taiwan: CTS
- Thailandia: Channel 7 (TH)
- Trinidad e Tobago: CCN TV6
- Turchia: NTV
- Ucraina: UT1
- Ungheria: m1
- Venezuela: Venevisión
- Vietnam: VTV1